# RedeTV! Repórter
RedeTV! Repórter foi um programa jornalístico exibido pela RedeTV!. Estreou no dia 21 de janeiro de 2002 e teve apresentação da Roberta Manreza. O programa exibia documentários e tinha apelo popular. O jornalístico não teve horário e nem dia fixo na programação, era exibido nos intervalos da tarde entre 13:00 e 17:55. Foi extinto da grade no mesmo ano. Foi exibido pela última vez no dia 12 de maio de 2002 e nunca mais voltou à programação da emissora.[carece de fontes?]